# Pseudois nayaur
Il bharal (Pseudois nayaur) detta anche “pecora blu” (dall’inglese blue sheep), è un caprino della famiglia dei Bovidi che vive nell'Asia centrale, in un areale esteso dall'Himalaya e dal Kashmir alla Mongolia e alla Cina orientale.